# Třída Vikrant
Třída Vikrant (jinak též Projekt 71) je třída letadlových lodí Indického námořnictva. Od roku 2009 je stavěna prototypová jednotka Vikrant, přičemž plánována je stavba druhého, mnohem většího plavidla. Vikrant je první letadlová loď, která byla navržena a postavena v domácích loděnicích. Ve službě nahradí letitou letadlovou loď INS Viraat. Obě letadlové lodě řazené do této třídy se liší svou velikostí i koncepcí, což přináší průtahy v realizaci celého projektu. Prototypová jednotka Vikrant má být do služby přijata roku 2022.

## Stavba

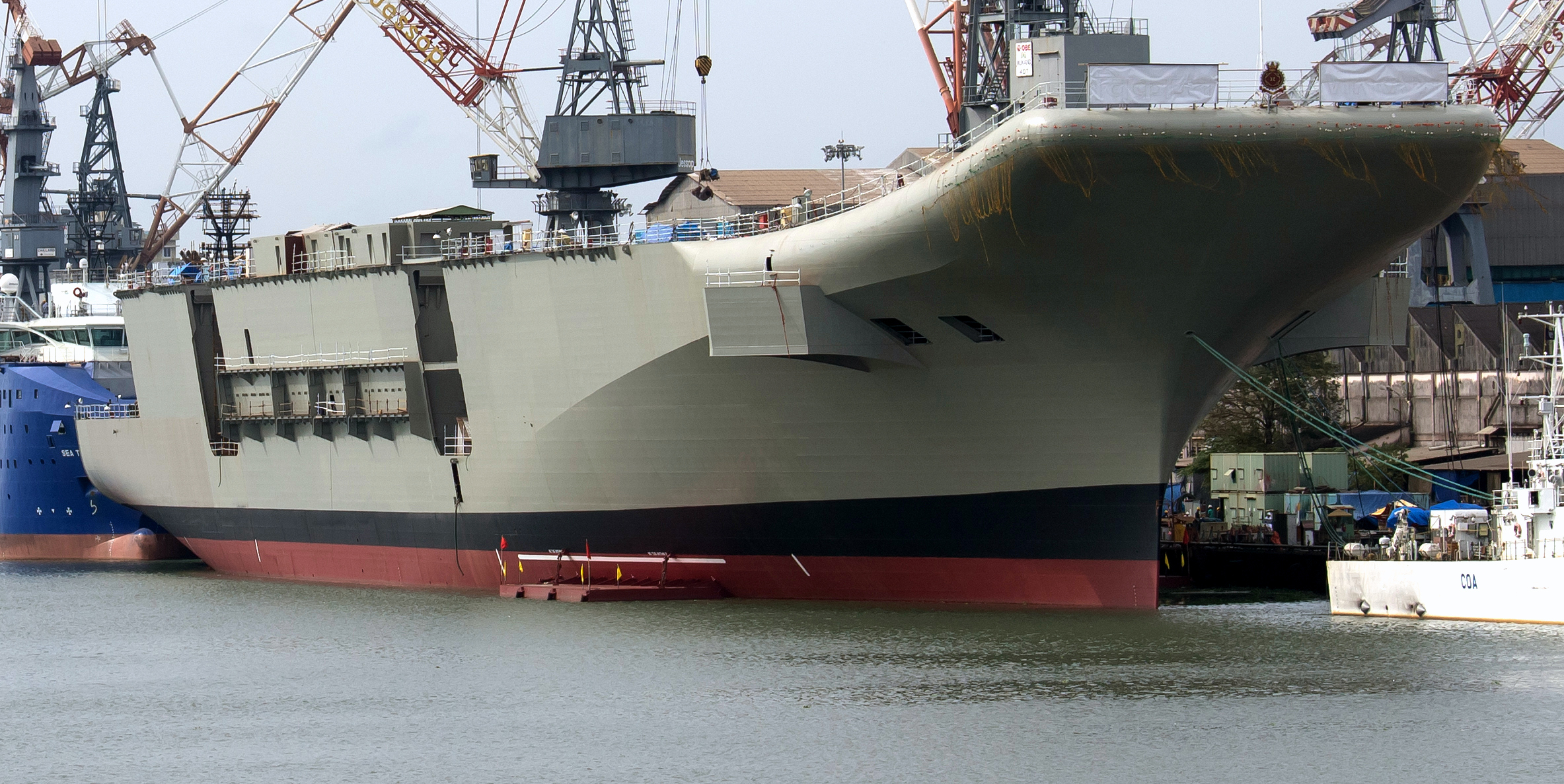
Trup Vikrant po spuštění na vodu

Práce na projektu nových letadlových lodí byly zahájeny v roce 2003. Kýl první jednotky INS Vikrant byl založen v loděnici Cochin Shipyard Limited (CSL) v únoru 2009. Trup lodi byl spuštěn na vodu v srpnu 2013. Na rok 2015 původně plánované zařazení do služby bylo posunuto do roku 2021 a později na rok 2022. Stavební program nabral velké zpoždění například kvůli problémům s převodovými skříněmi pohonu, dieselgenerátory, integrací pohonu, nebo nedostatkem vysokopevnostní oceli. Námořní zkoušky letadlová loď Vikrant zahájila 4. srpna 2021.
Technické problémy si vynutily rovněž řadu změn na projektu druhé jednotky INS Vishal, která má atypicky výrazně větší výtlak. Její přijetí do služby je očekáváno v roce 2032. Plavidlo však nebylo (v roce 2019) oficiálně objednáno.
Jednotky třídy Vikrant:
| Jméno             | Založení kýlu  | Spuštěna       | Vstup do služby | Status    |
| ----------------- | -------------- | -------------- | --------------- | --------- |
| INS Vikrant (R11) | 28. února 2009 | 12. srpna 2013 | 2. září 2022    | aktivní   |
| INS Vishal        |                |                | 2032 (plán)     | plánována |

## Konstrukce

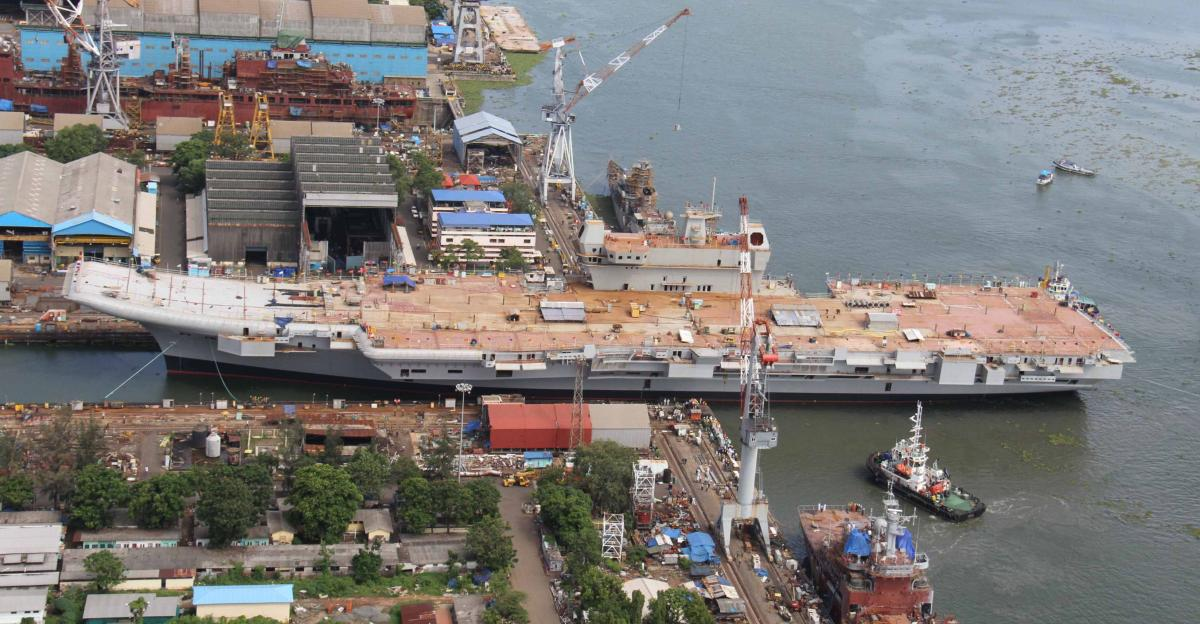
Vikrant v roce 2015

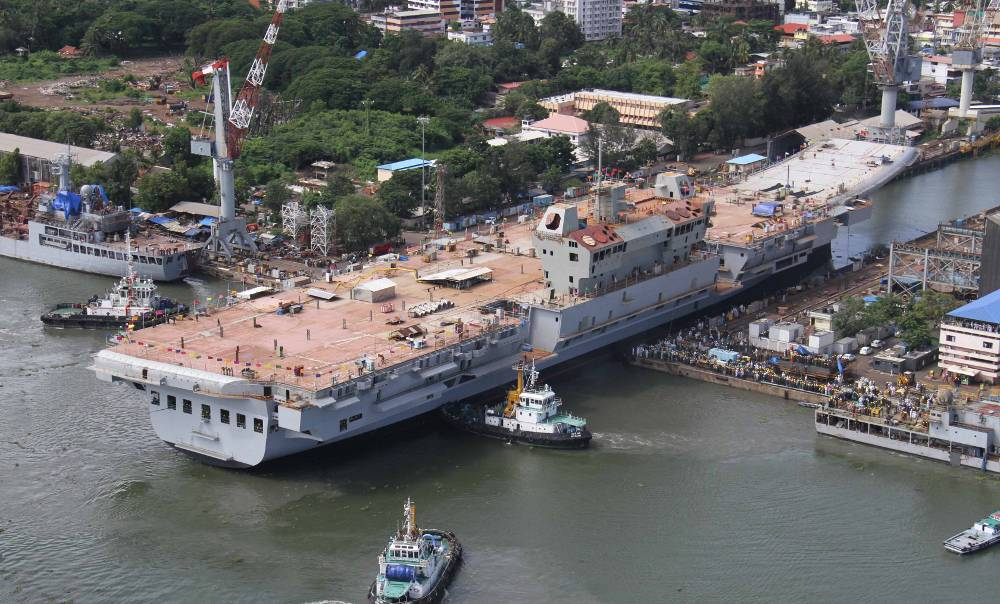
Vikrant v roce 2015

### Vikrant
Letadlová loď Vikrant bude mít délku 260 m a výtlak okolo 40 000 t. Její konstrukce je modulární, skládající se z 874 bloků. S realizací projektu Indii vypomáhá italská loděnice Fincantieri a dále firmy z Ruska.
Plavidlo bude mít úhlovou letovou palubu, kterou bude s hangárem spojovat dvojice výtahů. První jednotka bude koncepce STOBAR - letouny budou startovat pomocí skokanského můstku na přídi (druhá jednotka by již měla být vybavena katapulty). Každá z lodí ponese až 30 letadel. Budou to například palubní stíhací letouny Mikojan MiG-29K, útočné letouny HAL Tejas a vrtulníky HAL Dhruv či Kamov Ka-31. Plánovaná výzbroj zahrnuje čtyři 76mm kanóny OTO Melara Super Rapid, dvě dvaatřicetinásobné vertikální vypouštěcí sila pro protiletadlové řízené střely Barak 8 a dále čtyři 30mm kanónové systémy blízké obrany AK-630 proti letounů a protilodním střelám.
Pohonný systém bude koncepce COGAG. Budou ho tvořit čtyři plynové turbíny General Electric LM2500+. Nejvyšší rychlost bude přes 28 uzlů a dosah okolo 8 000 námořních mil.